# Касим, Самих
Самих Касим (Аль-Касим) (араб. سميح القاسم‎; 1939, Эз-Зарка, Эмират Трансиордания — 19 августа 2014, Цфат, Израиль) — палестинский поэт, прозаик, драматург, редактор, политик, президент Союза арабских писателей Израиля.

## Биография
Родился в семье военного из Арабского легиона, учился в школах Рамы и Назарета. Преподавал в школе (1958). Член Компартии Израиля с 1967 года.
По политическим мотивам подвергался арестам. Проживал в Израиле. Глава редакционного совета газеты «Кулль аль-араб», выходящей в Назарете (Эн-Насире).
Автор сборников стихов «Солнечные кортежи» (1958), «Путешествие по мрачным подземельям» (1969), «Великая смерть» (1972), «Книга доблести» (ч. 1-3, 1978-1981), «Чётки для архива» (1989), «Однажды я выйду из своего образа» (2000) и др.; сборников рассказов «В ад, о сирень!» (1977), «Последнее фото в альбоме» (1980); пьес «Щелкунчик» (1970), «Жертва насилия» (1978) и др.
Творчество Касима проникнуто гражданственностью, посвящено трагической истории палестинского народа.
Умер после долгой борьбы с раком.